# 서산시의회
서산시의회(瑞山市議會)는 충청남도의 기초자치단체인 서산시의 시의회이다.

## 연혁
1990년 지방자치법 개정 이후 1991년 초대 의회가 설립되었다.

## 구성
서산시의회는 의장 1인과 부의장 1인을 비롯하여 의회운영위원회, 행정문화복지위원회, 산업건설위원회의 3개 상임위원회가 구성되어 있으며, 의회업무의 효율적인 처리를 위한 사무국을 두고 있다.
- 의장
- 부의장

- 의회운영위원회
  - 소관업무: 의회운영에 관한 사항, 의회사무국 소관에 관한 사항, 회의규칙 및 의회운영과 관련된 조례ㆍ규칙에 관한 사항

- 행정문화복지위원회
  - 소관업무: 기획예산담당관, 공보담당관, 감사담당관, 자치행정과, 안전총괄과, 세정과, 징수과, 회계과, 스마트정보과, 민원봉사과, 일자리경제과, 사회복지과, 경로장애인과, 여성가족과, 문화예술과, 평생교육과, 체육진흥과, 보건행정과, 정신보건위생과, 건강증진과, 감염병관리과, 종합사회복지관, 문화시설사업소, 시립도서관

- 산업건설위원회
  - 소관업무: 미래전략담당관, 투자유치과, 기후환경대기과, 자원순환과, 해양수산과, 산림공원과, 관광과, 건설과, 도시과, 도로과, 교통과, 주택과, 원스톱허가과, 토지관리과, 상하수도과, 농업정책과, 농식품유통과, 농업지원과, 축산과, 기술보급과, 서산버드랜드사업소

## 운영
서산시의회의 정례회는 6월 10일과 11월 25일에 개회하며, 임시회는 시장 또는 재적의원 1/3 이상의 요구로 매 회기 15일 이내로 소집되고 연간 회의 일수는 정례회와 임시회를 합쳐 90일을 초과할 수 없다.